# Willie Revillame
Willie Revillame (Manilla, 27 januari 1961) is een Filipijns televisiepresentator, komiek, acteur en zanger. Hij presenteert onder andere de TV5-show Willing Willie en is een voormalig presentator van de populaire ABS-CBN-show Wowowee en de Filipijnse versie van Big Brother, Pinoy Big Brother.

## Biografie
Revillame begon zijn carrière als drummer en werkte samen met artiesten als Francis Magalona, Gary Valenciano en Alma Moreno. In 1986 omtmoette hij Randy Santiago en hij huurde hem in als een bodyguard en gaf hem bovendien een kans als sidekick in de populaire GMA-televisieshow "Lunch Date". Hij viel op in deze rol en na drie maanden tekende hij een contract bij Regal Films, voor een rol in de film Bobocop, met Joey Marquez in de hoofdrol. Daarna volgden meer films, waarin hij kleine rollen speelde in films van grote sterren als Vic Sotto, Aga Muhlach, Rudy Fernandez en Cesar Montano

## Filmografie
| - Willing Willie!/Wil Time Bigtime/Wowowillie, TV5, 2010-heden - Wowowee, ABS-CBN, 2005-2010 - Belo Beauty 101, TFC, 2007-2010 - Pinoy Big Brother, ABS-CBN, 2005 - Puso o Pera, ABC 5 (now TV5), 2004 - Extra Challenge, GMA Network, 2004 - Magandang Tanghali Bayan, ABS-CBN, 2003 - Willingly Yours, ABS-CBN, 2002-2003 - Magandang Tanghali Bayan, ABS-CBN, 1998-2001 - Richard Loves Lucy, ABS-CBN, 1998-2002 - Sang Linggo nAPO Sila, ABS-CBN, 1998 - Actually 'Yun Na!, RPN 9 (now Solar TV), 1994 - Barangay U.S.: Unang Sigaw, RPN 9 (now Solar TV), 1994 - Four da Boys, IBC 13, c - Barangay USA, PTV-4 (now NBN 4), 1990 - Loveliness , IBC 13, 1989 - Dance Tonight, IBC 13, 1988 - Ayos Lang Tsong!, IBC 13, 1988 - Lunch Date, GMA Network, 1986 | - Nobody Nobody but Juan (2009; cameo appearance) - Pera o bayong (Not da TV)! (2000) - Matalino man ang matsing na-iisahan din! (2000) - Alyas Boy Tigas: Ang probinsyanong wais (1998) - Kasangga kahit kailan (1998) - Bobby Barbers, Parak (1997) - Go Johnny Go (1997) - Kung kaya mo, kaya ko rin (1996) - Sa kamay ng batas (1995) - Ikaw Pa Eh Love Kita! (1995) - Omar Abdullah: Pulis Probinsya 2, Tapusin Na Natin Ang Laban (1995) - Ka Hector (1994) - Lagalag: The Eddie Fernandez Story (1994) - Abrakadabra (1994) - Nandito Ako (1993) - Pat.Omar Abdullah: Pulis Probinsiya (1992) - Contreras Gang (1991) - Sagad Hanggang Buto (1991) - Joey Boy Munti, 15 anyos ka sa Muntilupa (1991) - Sam & Miguel (Your basura, no problema) (1991) - Barbi for President (1991) - Joe Pring 2: Kidlat Ng Maynila (1990) |